# Эканит
Экани́т — очень редкий метамиктный минерал класса силикатов.
Название получил по имени первооткрывателя Эканайаке (англ. F. L. D. Ekanayake), обнаружившего его в 1952 (по другим данным в 1955) году на Шри-Ланке и направившего образец на исследование в Великобританию.

## Свойства
Камень аморфный, с включениями, ориентированными по двум взаимно перпендикулярным направлениям. Проявляет слабый астеризм. Содержит значительное количество радиоактивного элемента тория.
Сам минерал проявляет очень слабую радиоактивность, потому не представляет ни опасности для здоровья, ни интереса в лучевой терапии.
Состав (%): 13,09 — CaO; 30,81 — ThO2; 56,10 — SiO2.
При нагревании до 1000 °C проявляется упорядоченная кристаллическая структура с тетрагональной симметрией. Кристаллическая структура распадается в результате метамиктизации.
Минерал можно спутать с турмалином.
Образуется в местах контакта щелочных магматических пород с известняками. Иногда отмечается в аллювиальных россыпях. Встречается в ассоциациях с чароитом, микроклином, кварцем, кальцитом.

## Месторождения
Встречается помимо Шри-Ланки (Ратнапур) в России (с чароитом, в Прибайкалье), Канаде (Юкон).

## Применение
Из-за редкости ценится коллекционерами. Представляет интерес для научных исследований, геммологии, в единичных случаях обрабатывается для коллекционно-эксклюзивных ювелирных изделий.